# Nordstromia guenterriedeli
Nordstromia guenterriedeli is een vlinder uit de familie van de eenstaartjes (Drepanidae). De wetenschappelijke naam van de soort is voor het eerst geldig gepubliceerd in 2010 door Buchsbaum. De wetenschappelijke naam is een vernoeming naar Günther Riedel, werkzaam bij de Zoologische Staatssammlung München
De voorvleugellengte bedraagt 12 tot 14 millimeter. De grondkleur van lijf en vleugels wordt omschreven als "koffie-met-melk-bruin". Langs de vleugelranden loopt een rij zwarte stipjes en over de vleugel lopen in de lengterichting twee duidelijke bruine lijnen.
De soort komt alleen voor in het noorden van Sumatra.